# Ostrovnoy
Ostrovnoy (Russo: Островно́й), é uma cidade fechada localizada no Oblast de Murmansque, Rússia. Em 2010 a população da cidade era de 2.171 habitantes.

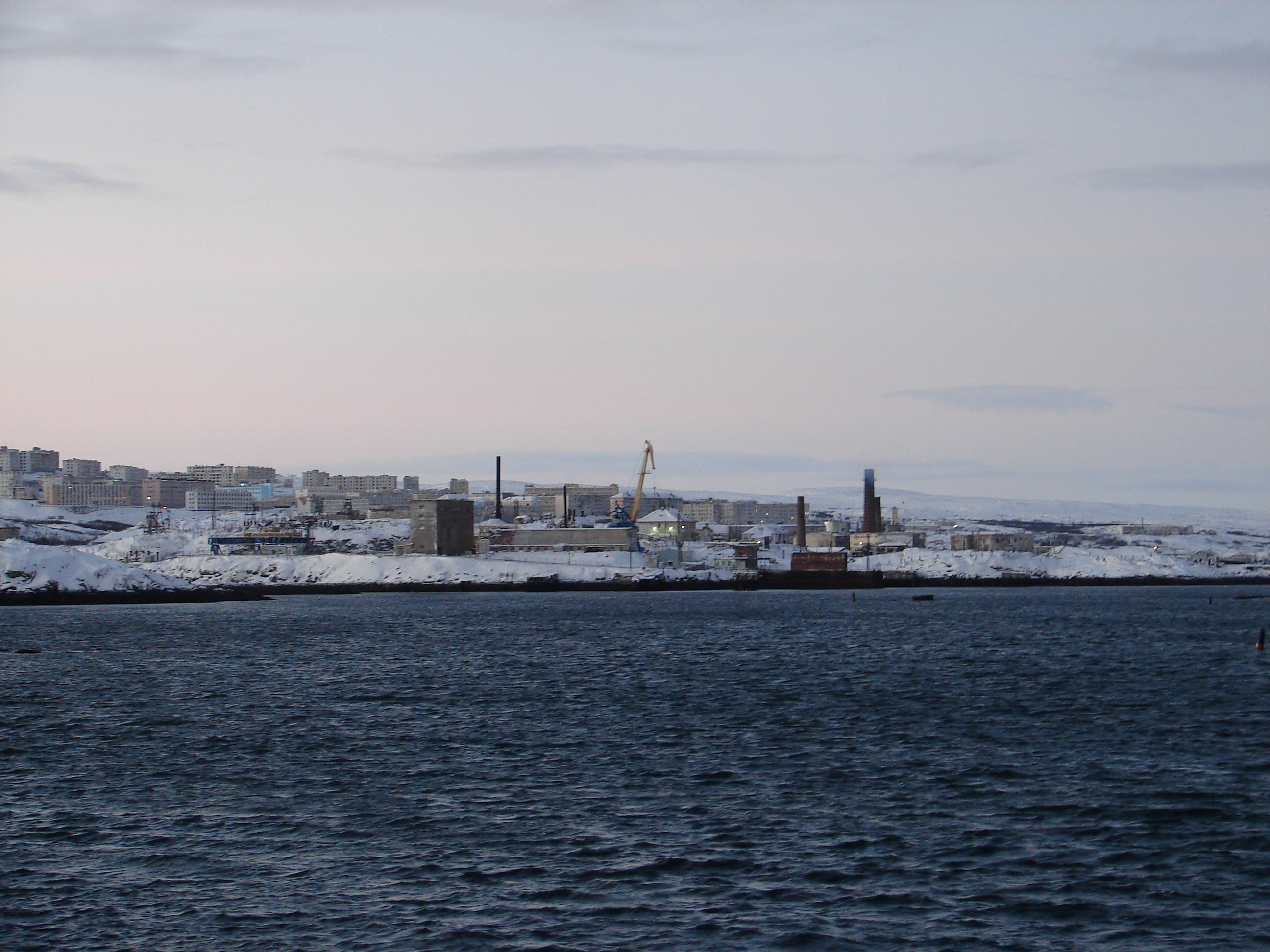
Panorama de Ostrovnoy.